# Insurreição em Piemonte em 1834
Em 3 de fevereiro de 1834 houve uma tentativa de invasão de Piemonte por várias centenas de exilados italianos. A sua intenção era derrubar a restauração pós-napoleónica revoltando os camponeses de Piemonte, enquanto, ao mesmo tempo, em Génova , Giuseppe Garibaldi organizava uma revolta da Marinha do Reino de Piemonte e Sardenha. Este evento foi a primeira revolta em que Garibaldi participará.
Durante as Guerras Napoleônicas e o domínio direto e indireto de Napoleão Bonaparte sobre a Península Itálica, ideias iluministas se difundiram na península e o feudalismo foi abolido fortalecendo a classe média e a burguesia ao mesmo tempo em que diversos veteranos desempregados das lutas por liberdade como Gerolamo Ramorino, ex-oficial do Exército de Napoleão, se uniram as crescentes revoltas organizadas pela Carbonária-ramo dissidente da Maçonaria-e mais tarde pelo grupo politico Jovem Itália fundado por Giuseppe Mazzini.

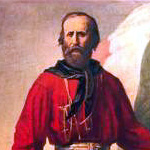
A Insurreição de 1834 foi a primeira em que Giussppe Garibaldi participará. Durante esta revolta Garibaldi tentou sublevar a Marinha de Piemonte e Sardenha e acabou exilado no Brasil

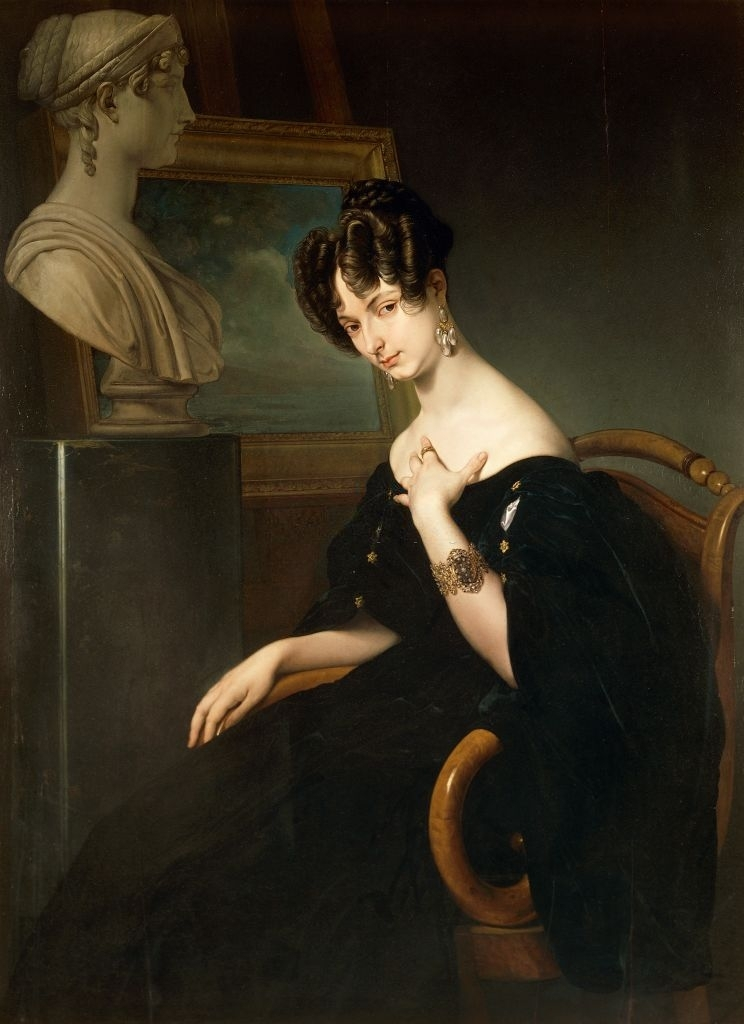
A nobre, patriota, escritora e jornalista Cristina Trivulzio Belagiojoso deu 30% do financiamento para o lançamento da expedição contra o Reino de Piemonte

A expedição, financiada por Giuseppe Mazzini (cem mil liras) com fundos recolhidos entre patriotas italianos incluindo a princesa Cristina Trivulzio Belgioioso (trinta mil liras), também conhecida como a nobre revolucionária, foi liderada pelo general Gerolamo Ramorino, que, tendo fugido do Piemonte após o fracasso das revoltas constitucionais piemontesas de 1821, nas quais participou, ele ganhou nova fama com sua participação na Revolta de Novembro de 1830-1831 na Polônia .
A expedição deveria ter ocorrido em outubro de 1833, mas teve que ser adiada de vez em quando, primeiro para novembro, depois para dezembro e finalmente decidida para o mês de fevereiro de 1834, porque Ramorino havia desperdiçado (para pagar suas dívidas de jogo) os fundos confiados a ele para organizar a invasão. A polícia de Piemonte foi amplamente informada da tentativa de invasão. A ação envolveu a invasão da região de Sabóia a partir de quatro direções: Saint-Julien, Seyssel, Laissaud e Les Échelles mas Ramorino logo percebeu a impossibilidade de sucesso do empreendimento e deu ordens às suas tropas para recuarem.

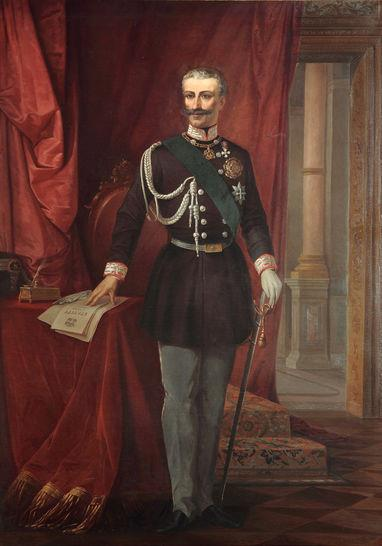
O rei Carlos Alberto da Casa de Saboia liderou a repressão ao movimento liberal em Piemonte e eventualmente aceitou uma constituição liberal com seu filho Vitório Emanuel II liderando ao lado de Garibaldi a Unificação da Itália

Embora a expedição de Mazzini tenha fracassado pela raiz, Giuseppe Garibaldi teve que deixar Gênova para se refugiar em Marselha, onde, ao saber de sua sentença de morte, em junho de 1834 embarcou para o Mar Negro. Eventualmente anos depois Garibaldi em seu exilio se uniria a Revolução Farroupilha no Rio Grande do Sul e Santa Catarina e o rei Carlos Alberto de Piemonte e Sardenha em 1848 aceitaria uma constituição liberal, devido ao medo de novos movimentos liberais e a eclosão da Primavera dos Povos, com Piemonte e Sardenha liderando a Unificação da Itália.